# 環球嘉年華
環球嘉年華（英語：World Carnival）是一家在中國及亞洲各地舉辦巡迴式遊樂場的香港公司，前身是英國繽紛嘉年華（英語：UK FunFair），由英國商人威廉·史蒂芬及漢斯·儸德斯2001年在香港創立。史蒂芬的家族曾在歐洲經營遊樂場，於1996年起向海外（特別是亞洲地區）發展，史蒂芬與儸德斯於2001年在香港註冊公司及「環球嘉年華」商標，當時的具體目標就是在中國經營歐洲“嘉年華”式的遊樂場。
環球嘉年華公司自稱其遊樂場巡遊全球各地，但實際上公司業務幾乎完全局限於中國，近年也有邁出中國在東亞、東南亞等地舉辦活動。

## 特色
環球嘉年華主要以各種刺激的大型機動遊戲例如雲霄飛車、跳樓機、摩天輪等吸引入場者，另外場地中亦有各式攤位遊戲和定時的大型遊藝表演活動。環球嘉年華較注重音響、燈光和現場氣氛，和一般主題公園注重場地佈置不同。

## 運作模式
環球嘉年華主要以「流動性」減低成本，保持競爭力：
1. 選址方面，通常選擇人口密集、消費水平高的大城市（人口600萬以上），用地向當地政府申請租借（或會尋求政府贊助、協辦）。
2. 設施方面，只購買少量經典遊樂場機動遊戲如摩天輪、旋轉木馬，其他大型機動遊戲由12個歐洲地區的供應商租借，以貨櫃運往舉行活動的城市，並定期更換租借款式。所以即使在同一城市第二次舉行的環球嘉年華，當中的機動遊戲款式亦不盡相同。
3. 人力資源管理方面，正式員工只有約20人，主要負責管理、籌劃、營運的事務。機動遊戲操作以外的大部份場地實務（例如攤位遊戲），聘請活動舉辦城市當地經訓練的臨時職工負責，而宣傳活動則交由當地的市場策劃公司進行。
4. 時間方面，一般只會停留在同一城市兩個月左右（一年大約走訪4個城市），在入場者的熱情減退前結束活動，利用其流動性避開淡季。
5. 資金方面，會通過與其他公司合資主辦，或與其他資金聯合成立子公司負責營運安排，以減低投資風險；也會在當地尋求商業機構冠名贊助[5]。

由於以上的特點，「環球嘉年華」被評為「投入少、見效快，到處移動的賺錢機器」。

## 「環球嘉年華」曾經走訪的城市

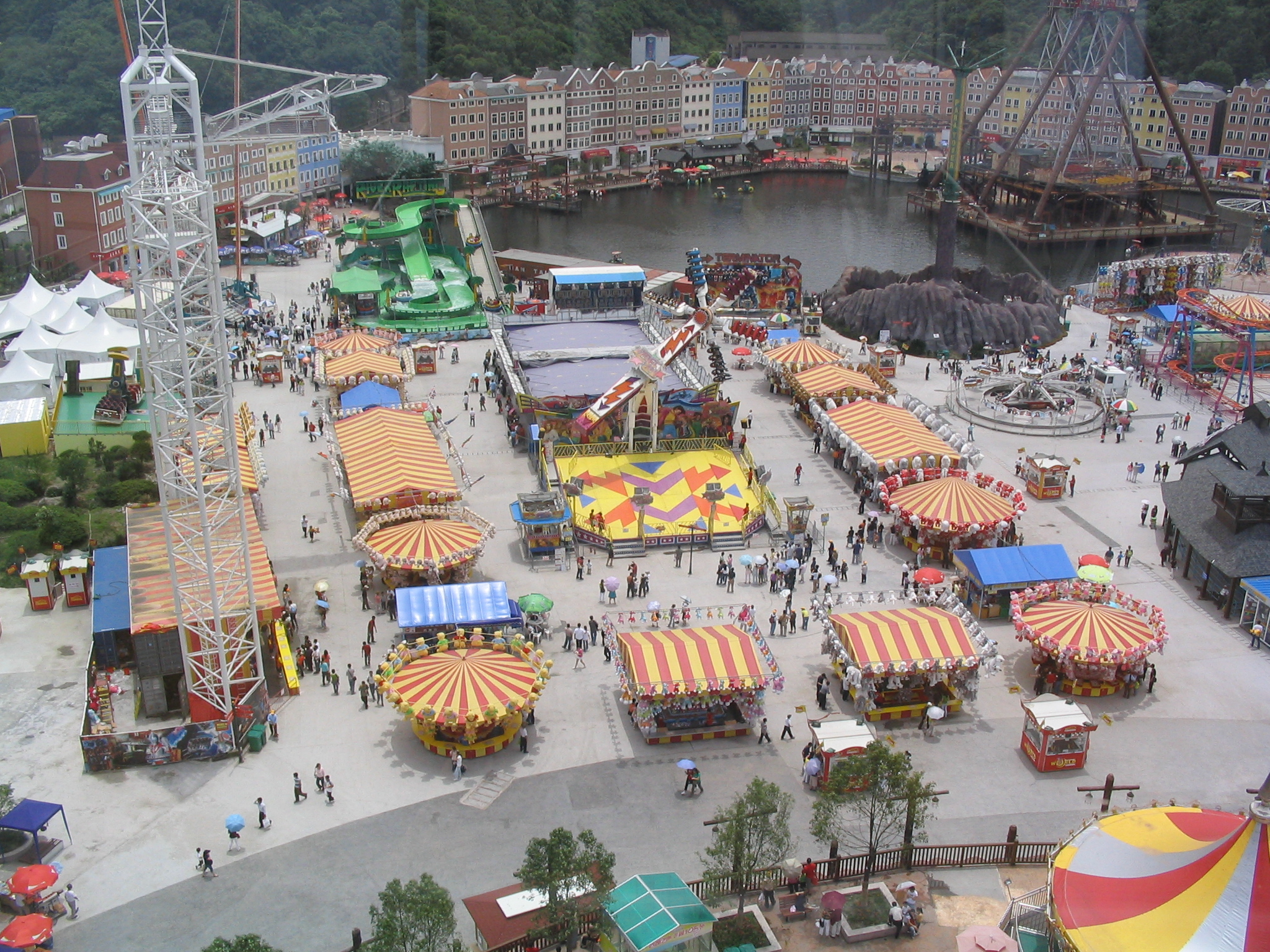
杭州环球嘉年华，举办地位于今杭州乐园

- 巴黎[來源請求]
- 吉隆坡
- 新加坡
- 杜拜
- 曼谷

2004年：11月24日至翌年2月14日於舉行。
- 香港

- 北京

2004年：7月2日至8月22日（共52日）於石景山區北京國際雕塑公園舉行，面積55,000平方米，大型機動遊戲50座。總收入1.8億元人民幣。
2005年：7月29日至10月9日（共73日）於石景山區舉行，總收入1.3億人民幣。
2006年：5月4日至8月27日（共116日）於石景山區舉行，總收入1,100萬人民幣，虧損3,500萬人民幣是次由環球嘉年華北京有限公司與杜拜的富爾傑公司舉辦，外資合作方並非英國的環球嘉年華。
- 上海

2003年（夏季）：4月25日至5月25日（共30日）於浦東陸家嘴東方明珠電視塔旁舉行，大型機動遊戲45座，入場人次131萬，總收入1.3億人民幣，虧損1,000萬人民幣。
2003年（秋季）：9月12日起計共78日於浦東陸家嘴舉行，入場人次220萬。總收入2.4億元人民幣。
- 杭州

2006年：4月30日至10月22日於杭州國際休閒博覽會舉行。
- 釜山

2007年：7月23日於影島區開幕，原定開放至8月底，在8月13日發生嚴重事故後暫停開放。
………………………
世界嘉年華，由美國公司及香港藝能合作，與環球嘉年華毫無關係。
首屆於天津舉行
- 天津

2005年：8月6日至10月9日（共63日）於東麗湖舉行，面積6萬平方米。
- 瀋陽

2006年：5月1日至9月中於東陵區棋盤山風景區舉行。
- 武漢

2006年：7月20日至10月7日於漢陽舉行。

## 批評
1. 由於需要一幅大面積平地放置眾多大型機動遊戲，曾有批評指環球嘉年華在2004年北京舉行時，為平整土地而破壞環境，場地約55,000平方米的綠化地區遭破壞，200棵大樹被砍伐[14]。
2. 舉行環球嘉年華的場地在戶外，機動遊戲容易受天氣影響而隨時暫停運作。[3]
3. 北京環球嘉年華中的遊戲設施「推幣機」涉嫌賭博而被取締。[3]
4. 會場的機動遊戲設備和音響產生的噪音騷擾所在地居民。[3]
5. 遊樂場機動遊戲設備只是臨時組合，存在安全危險及安全人員不足的問題。例如有遊客批評摩天輪轉速較一般快，卻並無加裝特別安全裝置[13]。

## 意外事故
2007年8月13日於南韓釜山發生嚴重事故：場內名為「巨輪」的摩天輪，因為兩個吊廂相撞，其中一個吊廂廂門飛脫，引致5名遊客被拋出吊廂死亡。